# 須藤素

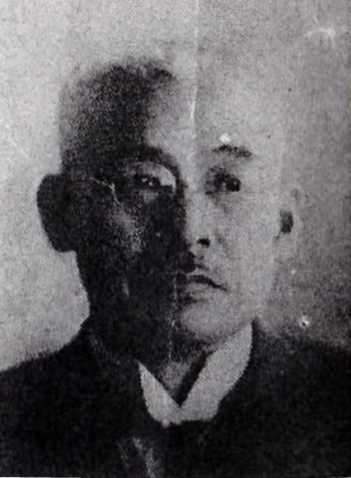
須藤素

須藤 素（すどう もと、1883年（明治16年）5月1日- 1962年（昭和37年）12月16日）は、朝鮮総督府官僚。福島県若松（現在の会津若松市）市長。

## 経歴
福島県出身。1907年（明治40年）、東京帝国大学法科大学独法科を卒業し、高等文官試験に合格した。統監府属・大蔵属、統監府書記官、朝鮮総督府事務官、総督官房土木課長、参事官、営林庁長などを歴任した。1926年（大正15年）、慶尚北道知事に任命され、1929年（昭和4年）に慶尚南道知事に転じた。
退官後の1933年（昭和8年）に若松市長に就任。
市長退任後は朝鮮無煙炭株式会社監査役を務めた。